# Lâm Cao
Lâm Cao (tiếng Trung: 临高县, Hán Việt: Lâm Cao huyện, bính âm: Língāo Xiàn) là một huyện của Hải Nam, tại tây bắc đảo Hải Nam, Cộng hòa Nhân dân Trung Hoa. Huyện này nằm ở phía bắc của đảo Hải Nam, diện tích 1317 km2, dân số 410.000 người. Huyện lỵ đóng tại trấn Lâm Thành. Mã số bưu chính 571800。Khu hiệu là 0898。

## Các đơn vị hành chính
Huyện Lâm Cao được chia thành 11 trấn: Lâm Thành, Ba Liên, Đông Anh, Bác Hậu, Hoàng Thông, Đa Văn, Hòa Xá, Nam Bảo, Tân Doanh, Điều Lâu và Gia Lai